# Kuwandyk
Kuwandyk (ros. Кувандык) – miasto w południowej Rosji, w pobliżu granicy między Europą a Azją, na terenie obwodu orenburskiego.
Kuwandyk leży na terenie rejonu kuwandyckiego, którego ośrodek administracyjny stanowi.
Miejscowość leży nad rzeką Sakmara i liczy 28 584 mieszkańców (1 stycznia 2005 r.).
Miasto zostało założone w końcu XIX wieku, prawa miejskie od roku 1953.